# Paulus' Brev til Titus
Paulus' Brev til Titus er det 17. skrift i Det Nye Testamente og det sidste af de pastorale breve. Ifølge brevet er det skrevet af Paulus til hans medarbejder Titus, der netop er på Kreta for at ordne forskellige menighedsforhold på øen. Paulus skriver derfor for at vejlede sin medarbejder og udstikke retningslinjer for forordningen af ældste i menigheden og for, hvordan de kristne bør leve.

## Overblik
Efter Det Nye Testamentes egne kilder var Titus en yngre end Paulus og af kristen-hedensk baggrund. Paulus havde præsenteret ham for modermenigheden i Jerusalem som et »levende bevis« for sit hedningeevangelium (se Gal. kap.2,2-3). På Paulus' tredje missionsrejse hjalp Titus ifølge Apostlenes Gerninger (ApG 28,16) ham under opholdet i Efesos, hvorefter Paulus sendte ham til korintermenigheden.
Hvis Titusbrevet skal tages for pålydende, kunne det tyde på, at Paulus efter fangenskab i Rom tog til Kreta sammen med Titus og grundlagde en menighed der. Da Paulus fortsatte blev Titus på Kreta for at tage sig af menigheden. Det var her, han modtog Paulus' brev. Det sidste, vi hører til Titus i det Nye Testamente, er, at han ifølge 2. Tim 4,10 forkynder evangeliet i Dalmatien (i det senere Jugoslavien). Paulus har så givetvis skrevet brevet ca. 63-65 e.Kr. – muligvis i Korinth.
I brevet minder Paulus Titus om vigtigheden af et uangribeligt, moralsk liv hos menighedens ledere og øvrige medlemmer. En kristen bør leve efter den »sunde lære« – dvs. han skal opføre sig besindigt og værdigt og lade sig opdrage af Guds nåde til at leve et gudfrygtigt liv. Et sådant liv har langt større slagkraft end mange ord.

## Detaljeret indhold
- 1,1-4: Indledning
- 1,5- 3,11: Vejledning til Titus i forordningen af menigheden på Kreta
  - 1,5-1,9: Indsættelse af ledere
    - Krav til ældste
    - Krav til tilsynsmænd

  - 1,9-1,16: Formaning til at afvise genstridige og ugudelige
  - 2,1- 3,2: Om en kristen husorden
    - Formaninger til de ældre mænd (v2), de ældre kvinder (v3), de unge kvinder (v4-5), de unge mænd (v6), Titus som forbillede (v7-8) og slaver (v9-10)
    - Om Guds nåde og frelse som opdrager til at sige nej til ugudlighed og til at handle gudeligt
    - Formaninger til at underordne sig myndighederne. (3,1-2)

  - 3,3-8: Vægtlægning på at gøre godt, for:
    - Før var vi ugudelige
    - Men Guds godhed og barmhjertighed frelste os
    - Dette tilskynder os til at handle godt og rigtigt overfor mennesker

  - 3,9-11: Advarsel mod tåbelige diskussioner.
- 3,12-15: Afslutning
  - Om udsendte medarbejder
  - Hilsner fra Paulus samt velsignelse.

## Forfatterspørgsmålet
I den moderne forskning betragtes det som tvivlsomt, at Paulus skulle være forfatter til dette brev og de øvrige pastoralbreve (Første Timotheusbrev og Andet Timotheusbrev), men det angribes af særligt bibeltro forskere, der mener, at forskelle mellem Paulus øvrige breve og disse breve ikke udelukker en fælles forfatter. Se de pastorale breve.

## Detaljer

### Forordningen af ældste
Dette brev sammen med de øvrige pastoral breve tegner et billede af, hvordan de tidlige menigheder var forordnet. Der ser ud til at være en tilsynsmand (episkopoi) (v7-9) og et ældsteråd (presbyteroi) (v6) til at styre menigheden efter forbillede fra den jødiske synagoge. Eventuelt skal disse titler tænkes sammen. Lignende struktur i kirketænkningen møder vi hos Ignatius af Antiokia.

### Guds nåde som opdrager til et gudeligt liv
Det er to tekstpassager (2,11-14; 3,3-8), der viser at Guds nåde opfattes, som de kristnes motivation til gode gerninger. Guds nåde har ifølge Paulus frelst os, ikke på grund af vores retfærdige gerninger, men på grund af Guds godhed, kærlighed og barmhjertighed. Ved at lægge vægt på denne frelse og nåde mener Paulus, at det vil få de troende til at handle rigtigt og leve gudfrygtigt og retskaffent i denne verden. Ligeledes vil det få de troende til at sige nej til ugudelighed, verdslige lyster og kætteriske lære.

### Badet der fornyer ved Helligånden
Forståelsen af omtalen af det bad, hvorigennem Gud frelser den troende, og som genføder og fornyer ved Helligånden, er omdiskuteret. Ofte opfattes det som et betegnelse for dåben, men det afvises af dem, der opfatter dåben som en mere symbolsk handling uden direkte tilknytning til frelsen.

### Husordenen
Vi ser en hustavle, der viser hvordan forskellige mennesker bør opføre sig. Her er det dog beregnet på menigheden end en hustand.